# Su-7
Su-7 (ros. Су-7, w kodzie NATO „Fitter”) – radziecki naddźwiękowy samolot myśliwsko-bombowy opracowany w biurze konstrukcyjnym Pawła Suchoja.

## Historia rozwoju
W wyniku doświadczeń zebranych podczas wojny koreańskiej postanowiono w ZSRR opracować nową generację samolotów myśliwskich, charakteryzujących się prędkością Ma 1,5-1,7 i skrzydłami o dużym skosie. Do prac projektowych w 1953 roku przystąpiły trzy konkurujące ze sobą biura konstrukcyjne: OKB-51 Pawła Suchoja, OKB-115 Aleksandra Jakowlewa i OKB-155 Artioma Mikojana.
OKB Suchoja przedstawiło dwie koncepcje nowego samolotu oznaczone jako S i T. Samolot S miał posiadać skrzydła skośne, a samolot T trójkątne. Dodatkowo ze względu na przyszłe zadania oba projekty istniały w dwóch wersjach: myśliwca frontowego (S-1, T-1) oraz myśliwca przechwytującego (S-3, T-3), różniących się wyposażeniem i uzbrojeniem.
Do dalszego rozwoju władze ZSRR wybrały projekty S-1 oraz T-3. Projekt S-1 stał się późniejszym Su-7, a T-3 rozwijano dalej, tworząc myśliwiec przechwytujący Su-9.

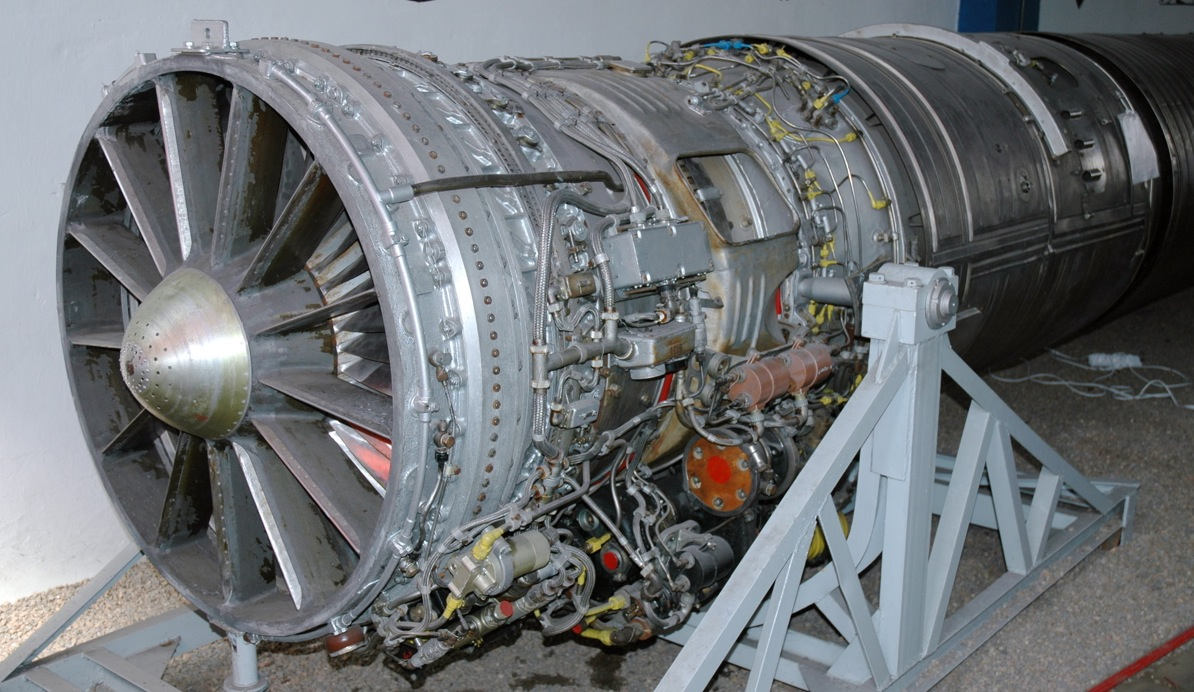
Silnik AL-7F ze zbiorów Muzeum Lotnictwa Polskiego w Krakowie

Samolot S-1 zbudowano w układzie średniopłata. Kadłub miał konstrukcję półskorupową z przednim, centralnym wlotem powietrza. Skrzydła skośne o skosie krawędzi natarcia 60°. Usterzenie klasyczne ze statecznikiem pionowym i płytowymi sterami wysokości. Podwozie trójpodporowe z kołem przednim. Napęd stanowił silnik turboodrzutowy AL-7F o ciągu z dopalaniem 85,36 kN opracowany w zespole Archipa Lulki. Uzbrojenie składało się z dwóch działek NR-30 kal. 30 mm umieszczonych w nasadach skrzydeł oraz bomb lub npr podwieszanych na dwóch węzłach pod kadłubem zamiennie z dodatkowymi zbiornikami paliwa.
Pierwszy lot prototyp S-1 wykonał 7 września 1955 roku, pilotowany przez Andrieja Koczetkowa. Podczas prób prototyp S-1 jako pierwszy samolot w lotnictwie ZSRR przekroczył 9 czerwca 1956 roku dwukrotną prędkość dźwięku osiągając Ma=2,03 (2170 km/h).
We wrześniu 1956 roku oblatano drugi prototyp S-2 posiadający dłuższy kadłub. Samolot ten w jednym z lotów osiągnął wysokość 19 100 m, co było wówczas rekordem w ZSRR.
Jeszcze zanim w grudniu 1958 roku zakończono oficjalnie próby państwowe, samolot rekomendowano w 1957 roku do produkcji seryjnej w zakładach w Komsomolsku nad Amurem pod oznaczeniem wojskowym Su-7. Pierwszy samolot seryjny oblatano w marcu 1958 roku.
Pomimo że zdecydowano się na produkcję seryjną, samolot nie był dojrzały konstrukcyjnie i trapiły go liczne problemy. Wojska lotnicze ZSRR wolały zaś dopracowaną konstrukcję MiG-21F powstałą w konkurencyjnym OKB Mikojana. W latach 1958–1959 zbudowano około 150 egzemplarzy Su-7.
Historia samolotu Su-7 mogłaby się wtedy zakończyć, gdyby nie pilna potrzeba posiadania pod koniec lat 50. w ZSRR samolotu myśliwsko-bombowego, przeznaczonego do uderzeń na cele naziemne. Su-7 z racji swej prędkości, dużego udźwigu uzbrojenia, sporego zasięgu i mocnego silnika nadawał się do tego znakomicie.
24 kwietnia 1959 roku oblatano prototyp S-22-1 będący myśliwsko-bombową wersją Su-7. Rozszerzono w nim asortyment podwieszanego uzbrojenia, przenoszonego teraz na 4 węzłach (2 pod kadłubem + 2 pod skrzydłami), rozbudowano wyposażenie radiotechniczne, zwiększono zapas paliwa oraz ułatwiono obsługę naziemną. W drugiej połowie 1960 roku rozpoczęto produkcję tego samolotu pod oznaczeniem Su-7B.
W międzyczasie dokonywano różnych usprawnień, mimo to samolot nadal przysparzał problemów w eksploatacji. W 1962 roku do produkcji trafiła zmodernizowana wersja oznaczona Su-7BM, przystosowana do przenoszenia bomb jądrowych. Dla lepszego wykorzystania nowego uzbrojenia rozbudowano w niej wyposażenie pokładowe oraz zwiększono zasięg lotu.
W latach 60. pracowano nad umożliwieniem operowania samolotów odrzutowych z niewielkich lotnisk, w tym także gruntowych. Dlatego też na kilku egzemplarzach Su-7 testowano różne rozwiązania mające skrócić start i lądowanie. Wśród nich były rakietowe przyspieszacze startowe oraz podwozie z dodatkowymi płozami, dzięki którym samolot nie zapadał się na powierzchniach gruntowych.

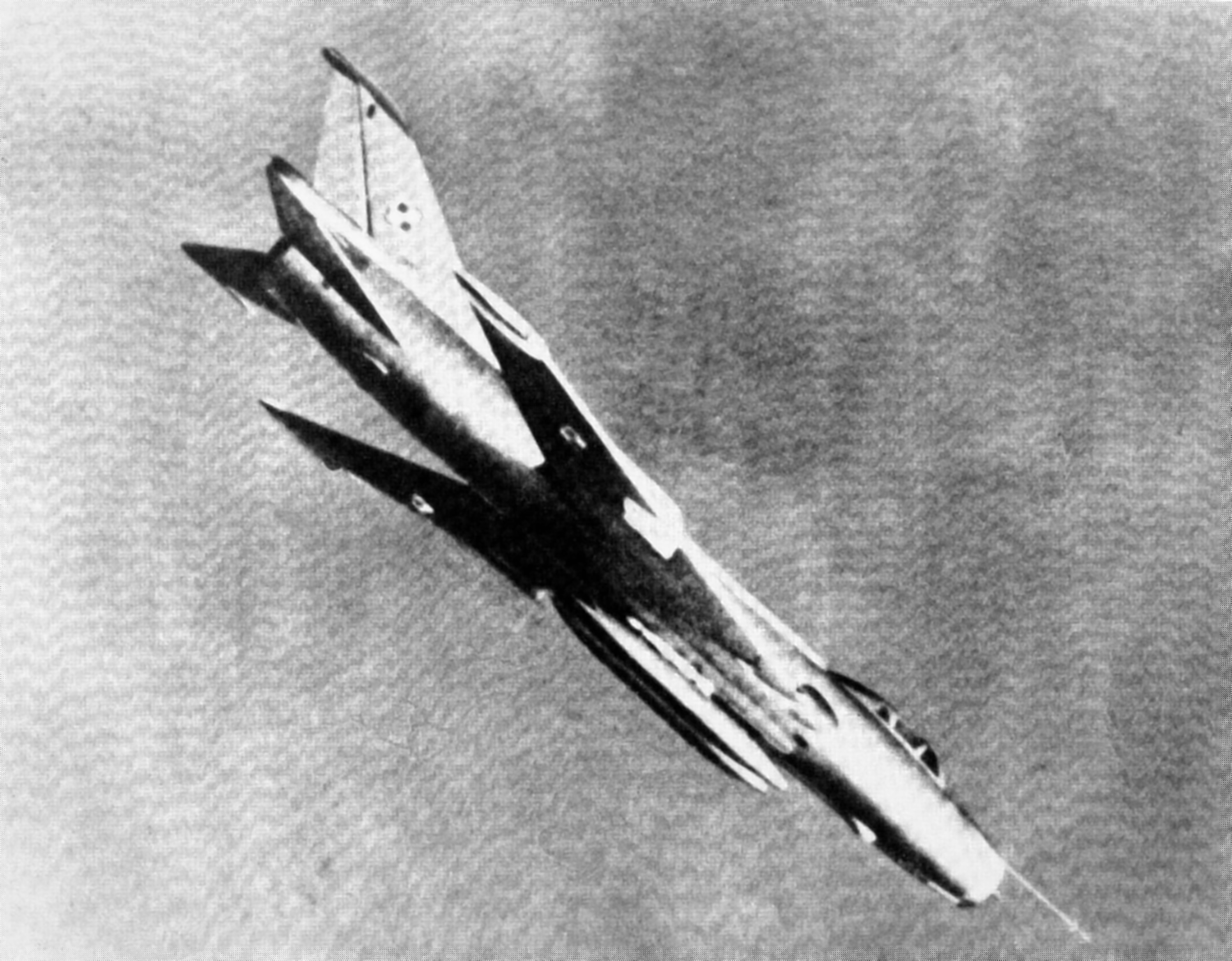
Polski Su-7BKŁ, 1985 r.

Rozwiązania te znalazły zastosowanie na produkowanej od 1965 roku wersji nazwanej Su-7BKŁ, która to była najliczniej wytwarzaną odmianą Su-7. Do zakończenia produkcji w 1971 roku zbudowano około 500 egzemplarzy.
Su-7BKŁ poza hydraulicznie opuszczanymi płozami znajdującymi się obok kół oraz mocowaniami przyspieszaczy startowych, posiadał także dwa spadochrony hamujące oraz unowocześnione wyposażenie. Dodatkowo zwiększono liczbę węzłów podwieszeń z czterech do sześciu (2 pod kadłubem + 4 pod skrzydłami), a w latach 70. przystosowano samoloty do przenoszenia zasobników zakłócających SPS-141, SPS-142, SPS-143.
Na bazie Su-7BM i Su-7BKŁ powstała eksportowa odmiana Su-7BMK przeznaczona dla państw spoza Układu Warszawskiego.
Opracowano także dwumiejscową wersję szkolno-bojową Su-7U, mającą służyć do szkolenia przyszłych pilotów Su-7. Powstała ona na bazie Su-7BM poprzez wydłużenie o 200 mm kadłuba i dodanie stanowiska drugiego pilota. Prototypy tej wersji U-22-1 i U-22-2 zbudowano w drugiej połowie 1965 roku, a pierwszy seryjny samolot wystartował w kwietniu 1966. Produkcja trwała do 1971 roku, razem z odmianą eksportową nazwaną Su-7UMK.
Korzystając z płatowca Su-7 stworzono eksperymentalny samolot o zmiennej geometrii skrzydeł Su-7IG oblatany 2 sierpnia 1966 roku. Skrzydła Su-7IG miały w locie możliwość ustawienia w dwóch skrajnych położeniach: do startu i lądowania na skos 30° oraz do lotu na skos 63°. Dzięki temu samolot miał małą prędkość lądowania, a jednocześnie dużą prędkość maksymalną i zasięg. W wyniku prac nad Su-7IG powstała rodzina samolotów Su-17/-20/-22, będąca rozwinięciem Su-7.

## Su-7 w Polsce

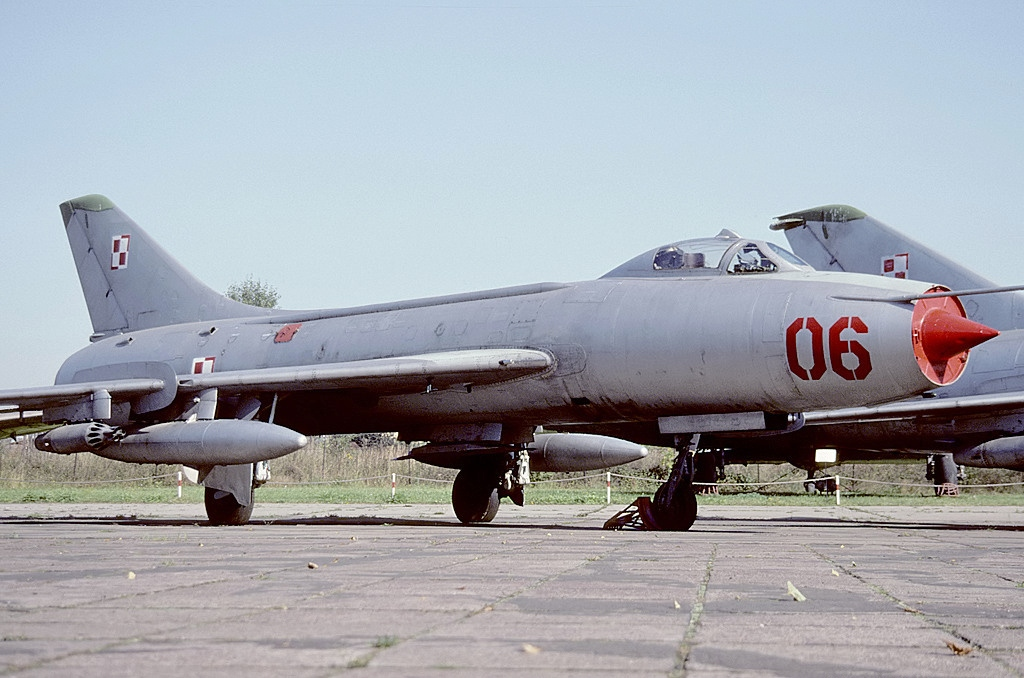
Su-7BM

Pierwsze 6 Su-7BM Polska odebrała w czerwcu 1964 roku. Samoloty te, podobnie jak i wszystkie kolejne Su-7, trafiły do 3.Pułku Lotnictwa Myśliwsko-Bombowego z Bydgoszczy. W 1966 roku dotarło do Polski 12 egzemplarzy nowszej wersji Su-7BKŁ. Dostawy kontynuowano w następnych latach: w 1968 roku otrzymano 2 Su-7BKŁ, w 1969 roku 3 Su-7U, w 1971 roku 4 Su-7BKŁ i 1 Su-7U, a w 1972 roku 12 Su-7BKŁ oraz w 1977 roku jeden Su-7U. W latach 1974–1977 dostarczono także 4 Su-7U do 7.Brygady Lotnictwa Bombowo-Rozpoznawczego z Powidza razem z samolotami Su-20, które nie posiadały własnej wersji szkolno-bojowej.

## Wersje

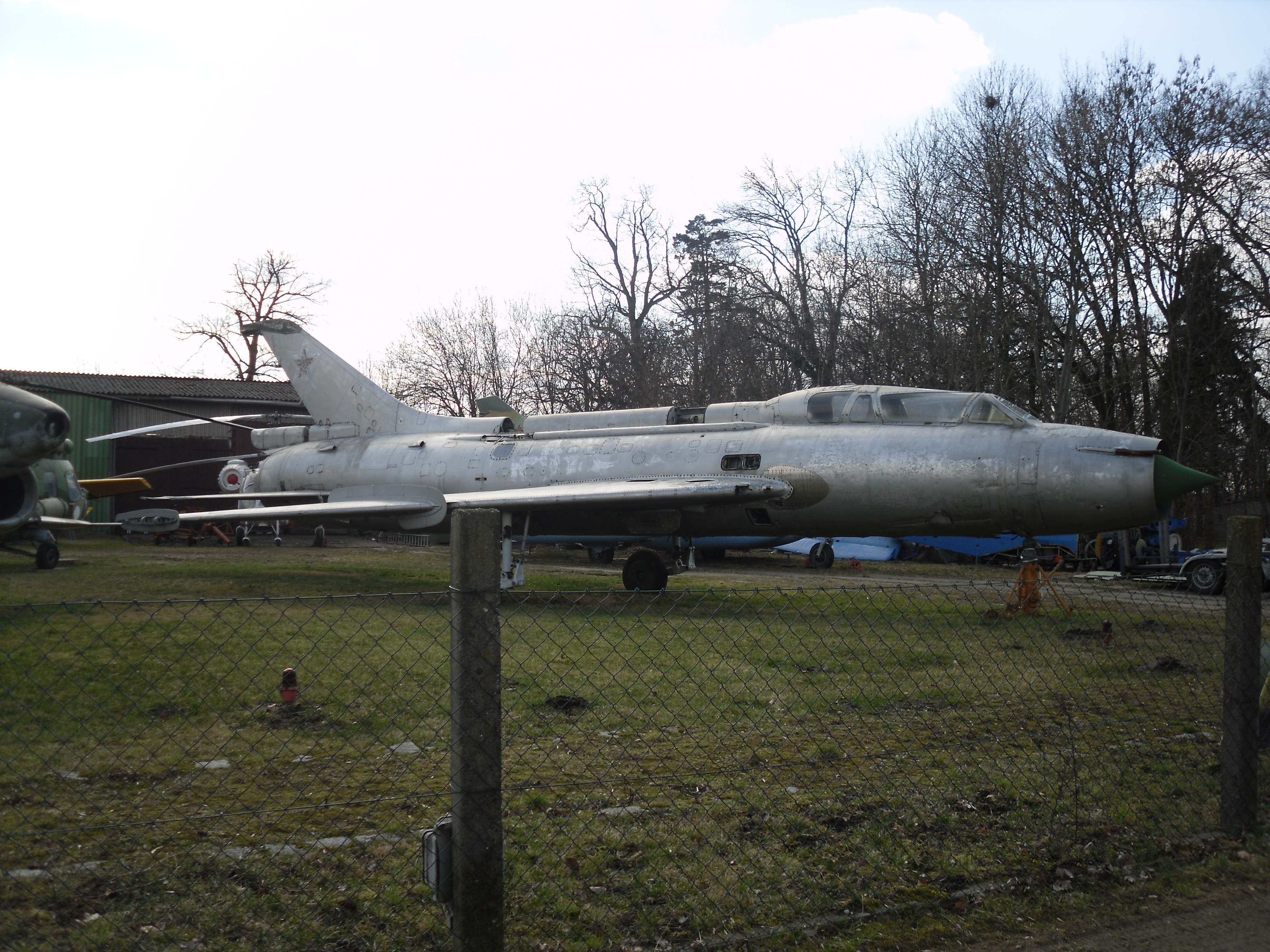
Wersja szkolna Su-7U

- Su-7 – myśliwiec frontowy, produkcja 1958–1959
- Su-7B – myśliwiec bombardujący, produkcja 1960–1962
- Su-7BM – zmodyfikowany Su-7B, produkcja 1962–1965
- Su-7BKŁ – dopracowana, najliczniejsza wersja, produkcja 1965–1972
- Su-7BMK – wersja eksportowa Su-7BM/BKŁ, produkcja 1967–1971
- Su-7U – dwumiejscowy szkolno-bojowy, także w wersji eksportowej Su-7UMK, produkcja 1966–1972
- Su-7IG – prototyp ze zmienną geometrią skrzydeł, który dał początek rodzinie Su-17/-20/-22
- 100LDU – samolot eksperymentalny, do testów z systemem fly-by-wire dla Suchoja T-4

## Użytkownicy
- Afganistan – około 120 szt. Su-7BKŁ
- Algieria – 20 (lub 30) szt. Su-7BM
- Czechosłowacja – około 20 Su-7BM oraz około 40 Su-7BKŁ
- Egipt – około 100 Su-7BM i Su-7BMK
- Irak – 60 Su-7BMK
- Indie – około 140 Su-7BMK i Su-7UMK
- Korea Północna – około 30 Su-7BM/BKŁ/BMK (?)
- Polska – 6 Su-7BM, 33 Su-7BKŁ i 8 Su-7U
- Syria – 40 Su-7BM i Su-7U oraz 60 Su-7BMK i Su-7UMK
- ZSRR – Su-7, Su-7B, Su-7BM, Su-7BKŁ, Su-7U

## W muzeach
Samoloty Su-7 są eksponowane w następujących muzeach:
- Muzeum Sił Powietrznych w Dęblinie – Su-7BM, nr taktyczny 03, nr seryjny 5303, samolot wcześniej eksponowany na terenie Muzeum 2 Bazy Lotniczej w Bydgoszczy z nr taktycznym jednostki woj. 3117
- Lubuskie Muzeum Wojskowe w Drzonowie - Su-7U, nr taktyczny 905, nr seryjny 2905
- Muzeum Lotnictwa Polskiego w Krakowie
  - Su-7BM, nr taktyczny 01, nr seryjny 5301
  - Su-7BM, nr taktyczny 06, nr seryjny 5306
  - Su-7BKL, nr taktyczny 806, nr seryjny 7806
  - Su-7U, nr taktyczny 116, nr seryjny 2116
  - Su-7BKL, nr taktyczny 807
- Wystawa sprzętu lotniczego i wojskowego w Łodzi
  - Su-7BKL, nr taktyczny 12, nr seryjny 6012
  - Su-7BKL, nr taktyczny 22, nr seryjny 6022
  - Su-7U, nr taktyczny 702, nr seryjny 3702
- Muzeum im. Orła Białego w Skarżysku-Kamiennej - Su-7BKL nr taktyczny 809, nr seryjny 7809
- Muzeum Wojska Polskiego w Warszawie – Muzeum Polskiej Techniki Wojskowej
  - Su-7BKL, nr taktyczny 13, nr seryjny 6013
  - Su-7BKL, nr taktyczny 17, nr seryjny 6017
  - Su-7BKL, nr taktyczny 815, nr seryjny 7815
  - Su-7U, nr taktyczny 331, nr seryjny 3313